# فيضانات السودان 2007
في 3يوليو 2007م بدأت الفيضانات المفاجئة في تدميرأجزاء كبيرة من السودان بما في ذالك بعض من المناطق في دارفور وجنوب السودان.

## ضرر
اعتبارا من 12 أغسطس تسببت حالة الطوارئ في التدمير الكلي أو الجزئي لأكثر من 150,000 منزل تاركةً ما لا يقل عن 750,000 شخص بلا مأوى أو بحاجة إلى مأوى للطوارئ بسبب تدمير المنزل وفقًا لمتوسط التقديرات المتاحة.
المناطق الأكثر تضرراً هي ولايات كسلا والخرطوم وكردفان الشمالية وولاية الوحدة وأعلي النيل . في حين أن الأمم المتحدة رغم عدم تقدير أرقام محددة عن هذا الخراب تقدر أن أكثر من 30,000 منزل قد دُمرت بالكامل وأن ما لا يقل عن 365،000 شخص قد تأثرت بشكل مباشر بالفعل، بما في ذلك 64 قتيلاً و 335 جريحًا.
في 19 أغسطس أبلغت الأمم المتحدة النقاط التالية
- تم تدمير 257 مدرسة على الأقل تاركين أكثر من 56000 طفل بدون تعليم ابتدائي.فقد ما لا يقل عن 12000 رأس من الماشية و 16000 دجاجة و 96000 فدان من المحاصيل-تستمر تفشي الامراض المنقولة عن طريق المياه في ولاية القضارف و ولاية كسلا مما يؤدي إلى مقتل شخص واحد كل أسبوعين في المتوسط.

## استجابة
في غضون أربعة أسابيع بعد أن بدأت (الأمطار الغزيرة) في تدمير أجزاء كثيرة من السودان ، ساعدت الأمم المتحدة و شركاؤها دعماً للحكومة ما يصل إلى نصف مليون شخص تضرروا من الفيضانات.
حيث يشمل ذلك المساعدات ذات الطبيعة الوقائية المصممة لتجنب خطر الإصابة بالأوبئة.
صرح (ديفيد جرسلي )القائم بأعمال المنسق المقيم في الأمم المتحدة في البلاد قائلاً "على الرفم من أن هذه الفيضانات جاءت قبل الموعد المتوقع، فقد كانت الاستجابة سريعة و ناجحة"
. كان لدينا تدابير طارئة في المكان وتمكنا من منع المزيد من الضيق للسكان. [لكن] إذا استمرت أنماط الفيضانات الحالية فسوف يتدهور الوضع إلى حد كبير ".
في السادس من أغسطس ذكرت الأمم المتحدة أنه تم تحقيق ما يلي:
- قامت الأمم المتحدة وشركاؤها حتى الآن بتزويد ما يقرب من 200000 شخص بالمواد الأساسية غير الغذائية، التي فقدت سلعها المنزلية التي لا غنى عنها في التدمير. حصلت العائلات على السلع التي تمس الحاجة إليها، مثل البطانيات وقطع من الأغطية البلاستيكية لتكون بمثابة مأوى، وعلب جيري لنقل وتخزين المياه النظيفة، وأدوات الطهي، وحصائر النوم. ومع ذلك، تشير التقديرات إلى أن الكثير من الناس سيحتاجون إلى راحة مماثلة خلال الأشهر المقبلة.
- وسط خطر الأوبئة التي تنقلها المياه، كان نقص المياه النظيفة مصدر قلق رئيسي. بالتعاون الوثيق مع الحكومة، قدمت الأمم المتحدة وشركاؤها حتى الآن منتجات تنقية المياه والتثقيف في مجال النظافة لنحو 500000 شخص دون الحصول على المياه النظيفة، مع توفير أكثر من 1400 كيلوغرام من مسحوق الكلور و 878000 قرص كلور بالفعل. في كسلا بالقرب من الحدود الإريترية ، تقوم الناقلات بتوصيل المياه النظيفة إلى الأحياء الأكثر تضرراً، والتي تغطي ما لا يقل عن 10000 شخص. خلال بقية موسم الأمطار، ستظل المياه النظيفة - التي من المحتمل أن تنقذ الأرواح - من أهم الاحتياجات لمئات الآلاف.
- على الرغم من هذه التدابير الوقائية، تم الإبلاغ عن 637 حالة من حالات الإسهال المائي الحاد المشتبه به في ولايتي القضارف والقصالة في شرق السودان، مما أدى إلى 39 حالة وفاة معروفة. تم وضع تدابير مراقبة وبائية في حالات الطوارئ، إلى جانب وضع الإمدادات الصحية الوقائية والعلاجية مسبقًا. تلقى أكثر من 34000 شخص في المناطق المتضررة التوعية بالكوليرا . من أجل الاستجابة للمخاطر المتزايدة للأمراض المحتملة التي تنتقل عن طريق الحشرات، ستسعى الأمم المتحدة وشركاؤها إلى شراء ما يكفي من الأدوية الطبية والناموسيات والمبيدات الحشرية وغيرها من الإمدادات، لتغطية جميع المحتاجين إلى أن تنتهي حالة الطوارئ.
- حتى الآن، تلقى 40.000 من ضحايا الفيضانات الغذاء، لكن الأمم المتحدة تقدر أن كثيرين آخرين قد يحتاجون قريباً إلى حصص غذائية طارئة.

## التمويل
أعلنت الأمم المتحدة في 16 أغسطس أن نداء الفيضانات سيكون وشيكاً. ومع ذلك لم يتم الكشف عن مقدار الطعن.
في 20 أغسطس أعلن مكتب الأمم المتحدة لتنسيق الشؤون الإنسانية أنه تم تخصيص 8.7 مليون دولار أمريكي للاستجابة من الصندوق المركزي للاستجابة لحالات الطوارئ (CERF). كما أشار البيان إلى أنه تم بالفعل تخصيص 3.8 مليون دولار أمريكي للاستجابة من صندوق محلي مجمع.
ثم أطلق المنسق المقيم و المنسق الإنساني للأمم المتحدة (أولوسيلي باجولاي) نداءً في 28 آب أغسطس للمجتمع الدولي طلب 20.2 مليون دولار أمريكي لتمويل الاستجابة المستمرة.